# UBP1
UBP1‏ (Upstream binding protein 1) هوَ بروتين يُشَفر بواسطة جين UBP1 في الإنسان.